# شعار إريتريا
تم إقرار شعار إريتريا في 24 مايو 1993 في نفس يوم إعلان الاستقلال وهو عبارة عن جمل محاط بإكليل من أغصان الزيتون وفي الأسفل يوجد شريط مكتوب عليه اسم الدولة باللغات الرسمية بها الإنجليزية في الوسط وبلغة التيغرينيا في اليسار والعربية في اليمين.